# Peter Altin (1665–1733)
Peter Altin, född 9 oktober 1665 i Västra Vingåkers församling, död 12 februari 1733 i Hällestads församling, Östergötlands län, var en svensk brukspatron.

## Historik
Peter Altin arbetade som provinsialinspektor över tullarna i Bohuslän och blev senare brukspatron på Grytgöls bruk.

### Familj
Altin var gift med Maria Claesdotter. De fick tillsammans dottern Hedvig Altin (1712–1754), som var gift med brukspatronen Daniel Burén på Sonstorps bruk, och sonen brukspatronen Peter Altin (1716–1798).